# Afroedura karroica
Afroedura karroica — вид геконоподібних ящірок родини геконових (Gekkonidae). Ендемік Південно-Африканської Республіки.

## Поширення і екологія
Afroedura karroica мешкають в Капських горах в Північнокапській, Західнокапській і Східнокапській провінціях. Вони живуть в кам'янистих місцевостях на високогірних луках і в сухих чагарникових заростях нама-кару. Зустрічаються на висоті від 1300 до 2200 м над рівнем моря.